# Edelsheim-Gyulai család
A marosnémethi és nádaskai báró és gróf Edelsheim-Gyulai egy a 19. században magyar nemességet nyert család.

## Története
A család története nem túlságosan régre nyúlig vissza, Gyulai Ferenc gróf és Antonia Wratislav-Mitrowsky grófnő házasságának gyermektelensége okán örökbe fogadták Leopold Wilhelm von Edelsheim úrfit. Ő lett a család első tagja. Ugyanő, 1882. január 4-én báró címet kapott az uralkodótól. Néhány évvel később, 1906-ban a fia már a grófi címet is megszerezte. Ma a családnak már csak nőtagjai és leányági leszármazottai élnek.

## Családfa
- Lipót Vilmos (1826-1893); felesége: Friderika Kronau (1841-1918)
  - Lipót József (1863-1928); felesége: szerémi herceg Odescalchi Irma (1863-1924)
    - Imre (1887–1889)
    - Lipót Ferenc György Gyula (1888-1981); első felesége: verőczei gróf Pejácsevich Gabriella (1894-1977), második felesége: Ella Rothkugel von Rollershausen (1899-?)
      - Éva Mária Theodóra (1913); első férje: malomvízi gróf Kendeffy Ádám (1908-1988), második férje: Gaál István (1904-1975)
      - Maritta Paulina Alexandra (1915); férje: pusztaszentgyörgyi és tetétleni Darányi György (1901-1980)
      - Ilona Mária Andrea Gabriella (1918–2013); első férje: vitéz nagybányai Horthy István (1904-1942); második férje: John Bowden (1915)

    - Paula Ilona (1893-1935); férje: széki gróf Teleki Sándor (1885-1950)
    - Ilona Karolina (1896-1935); férje: nagyalásonyi Barcza Károly (1894-1963)
    - Aliz

## Jelentősebb családtagok
- Edelsheim-Gyulai Ilona (1918–2013) Horthy István kormányzóhelyettes felesége
- Edelsheim-Gyulai Lipót (1826-1893) lovassági tábornok; neje: Friderika Kronau (1841-1918)
- dr. Edelsheim-Gyulai Lipót (1863-1928) jogász, gyermekvédő, festő; neje: Odescalchi Irma hercegnő (1863-1924)
- Edelsheim-Gyulai Lipót (1888-1981) johannita kommendátor

## Kastély
A családnak Felsőelefánton, a mai Szlovákia területén volt kastélya, amely 1884-ben épült barokk stílusban, és egészen 1945-ig a család birtokában volt.